# Söpte
Söpte là một thị trấn thuộc hạt Vas, Hungary. Thị trấn này có diện tích 13,98 km², dân số năm 2010 là 809 người, mật độ 58 người/km².